# Apalis à collier
Apalis thoracica
Espèce
Statut de conservation UICN

 LC  : Préoccupation mineure
L'Apalis à collier (Apalis thoracica) est une espèce de passereau appartenant à la famille des Cisticolidae.

## Répartition et habitat
Il habite les forêts et les maquis dans le sud et l'est de l'Afrique de l'Est depuis l'Afrique du Sud jusqu'aux collines de Chyulu Hills au Kenya. Dans la partie nord de son territoire, on le trouve uniquement dans les zones montagneuses.

## Description
C'est un oiseau élancé de 11 à 13 cm de longueur avec une longue queue. Le plumage varie en fonction de la sous-espèce: la face supérieure peut être grise ou verte tandis que le ventre est blanc ou jaune pâle. Toutes les sous-espèces ont une étroite bande noire sur la poitrine, du blanc sur les plumes caudales externes et un œil pâle. Le bec noir est assez long et mince et est légèrement courbé. Les femelles sont semblables aux mâles, mais ont une bande pectorale plus étroite. Les juvéniles peuvent avoir une bande pectorale incomplète.

## Comportement
Les couples chantent en duo, le chant de la femelle étant plus aigu que celui du mâle.

## Nidification
Le nid ovale est fait principalement de matière végétale. La femelle y pond trois œufs bleu-blanc avec des taches brun rougeâtre. La saison de reproduction dure d'août à janvier.

## Alimentation
Cet oiseau se nourrit de chenilles et autres insectes qu'il cherche dans la végétation, souvent au sein de bandes d'oiseaux de diverses espèces.